# Transport rutier internațional de marfă

Plăcuța TIR

Termenul TIR este intrat în limbajul uzual al românilor ca sinonim pentru mijloacele de transport auto mari. De asemenea, termenul este folosit și pentru a defini transporturile internaționale auto în sens general. 
TIR, tiruri, s.n. Autocamion de mare tonaj pentru transportul internațional de mărfuri. – Din inițialele t(ransport) i(nternațional) r(utier). Sursa: DEX '98
Cuvântul TIR este acronimul titulaturii Transports Internationaux Routiers ce reprezintă de fapt un acord internațional încheiat cu mult timp în urmă (GENEVA - 1975).
Pentru claritate, trebuie precizat că acea plăcuță albastră care se vede pe spatele unor camioane mari (și de pe urma căreia s-a născut în mod eronat sinonimul camion = TIR), semnifică faptul că acel mijloc de transport auto este însoțit de un document, document intitulat carnet TIR. Acest carnet TIR reprezintă asumarea obligației transportatorului în fața autorităților ce reglementează activitatea de transport la nivel național, că va efectua transport de marfă regulamentar între două țări, A si B, respectând un set de cerințe. Respectarea acestui  set de cerințe are ca rezultat simplificarea formalităților vamale de frontieră, evitarea staționărilor îndelungate, eficiența transportului, verificări rapide de rutină etc.